# Kempinski Hotel Chongqing
Le Kempinski Hotel Chongqing est un gratte-ciel hôtelier de 220 mètres construit en 2012 à Chongqing en Chine.
L'architecte est l'agence chinoise East China Architectural Design & Research Institute